# Lithocarpus syncarpus
Lithocarpus syncarpus är en bokväxtart som beskrevs av Aimée Antoinette Camus. Lithocarpus syncarpus ingår i släktet Lithocarpus och familjen bokväxter. Inga underarter finns listade.